# Contea di York (Nuovo Brunswick)
La contea di York è una contea del Nuovo Brunswick, Canada di 97.238 abitanti, che ha come capoluogo Fredericton.

## Suddivisioni
| Mappa delle suddivisioni della contea | - City - Fredericton - Town - Nackawic - Villaggi - Canterbury - Harvey - McAdam - Meductic - Millville - New Maryland - Stanley - DSL - Bright - Parrocchia di Canterbury - Carlisle Road - Douglas - Dumfries - Estey's Bridge - Hanwell - Keswick Ridge - Kingsclear - Manners Sutton - McAdam - New Maryland - North Lake - Oswald Grey - Prince William - Queensbury - Saint Marys - Southampton - Parrocchia di Stanley - Upper Miramichi - Riserve indiane - Devon 30 - Kingsclear 6 - Saint-Mary's 24 |